# 崔沔
崔沔（673年—739年12月21日），字若冲，博陵郡安平县（今河北省衡水市安平县）人，出自博陵崔氏的博陵第二房，唐朝官员。

## 生平
崔沔是北周隴州刺史崔说四世孫，曾祖崔弘峻為隋朝銀青光祿大夫、趙王長史。祖父崔儼為唐朝益州雒縣令。父崔皚為朝散大夫、汝州长史、安平縣開國男，赠衛尉少卿。嫡母安平县君赠安平郡夫人王媛。
擢進士。舉賢良方正對策第一，拜麟台校書郎。當時落第士子不滿，又重新舉行重試，結果崔沔对策又工於前次，为天下第一。转陆浑主簿，秩满调迁，吏部侍郎岑羲很看重他，曰：“君今郤詵也。”荐為左補闕。以公正嫉邪，拜殿中侍御史。歷遷起居舍人、尚書祠部員外郎、給事中，改中書舍人、工部虞部司郎中，擢御史中丞。左遷歷任著作郎，升秘書少監、左庶子，拜中書侍郎，出為魏州刺史、加通議大夫，入為左散騎常侍貳東宮居守、集賢院學士、秘書監、太子賓客兼懷州刺史。
开元年间，罷相為东都副留守，官山東刺史。开元二十七年十一月十七日（739年12月21日）去世，虚岁六十七，唐玄宗哀悼，赠予崔沔礼部尚书，谥号孝公。《全唐诗》中錄詩一首，《全唐文》收十四篇，作有《陋室銘》以言志。长子崔成甫，官至监察御史，李白詩中常稱之崔侍御。次子崔祐甫，官至宰相。
侍母至孝，母有目疾，崔沔傾家產求醫，並親自奉養，不脫冠帶者三十年。遇美景良辰時，輒扶親出遊。

## 延伸阅读
[在维基数据编辑]
 在维基文库阅读此作者作品
 《舊唐書·卷188》，出自刘昫《舊唐書》
 《新唐書·卷129》，出自《新唐書》